# Butwal
Butwal è una municipalità nepalese di 44 272 abitanti, nel distretto di Rupandehi, nel sud del Nepal, nella provincia di Lumbini.
Si trova a 240 chilometri a ovest di Kathmandu, capitale del Nepal, e a 22 chilometri dal capoluogo del distretto, Siddharthanagar.
Ai piedi del complesso montuoso denominato Chure Pahad, Butwal non è famosa solo per la cultura, gli affari, e gli aspetti naturalistici, ma anche per la posizione geografica strategica, trovandosi dove le colline finiscono e inizia la pianura. L'insieme conosciuto come Mahabharat è situato a pochi chilometri e inizia a Butwal il bacino degli affluenti dell'Indo-Gange.
Il fiume Tinau (Tilottama) nasce tra le due catene montuose: quella che prosegue verso occidente e l'altra verso oriente.
Butwal è il naturale ingresso alla zona occidentale del Nepal, per questo qui si incrociano le due superstrade del Nepal: una Nord-Sud e l'altra Est-Ovest. Prima delle superstrade Butwal era un centro commerciale e la congiunzione con la zona occidentale.
Un gruppo di archeologi americani guidati dal Dr. Munthe trovarono durante degli scavi alcuni denti di Ramapithecus, un primate molto vicino all'uomo, si stima abbiano più di 10 milioni di anni. Il ritrovamento è avvenuto presso la riva del fiume Tinau, questo fa divenire Butwal un luogo importante anche per gli studi preistorici.
Ricordiamo che il primo re Shah fuggendo dal sud dell'India verso il Ridi dovette attraversare Butwal. Era e continuerà ad essere una rotta commerciale con la zona occidentale del Nepal.

## Phulbari (Parco Manimukunda)
Phulbari, il palazzo per la stagione invernale del clan "Palpali Sen", è conosciuto per il suo valore naturale ed archeologico. 
Ci sono rovine e antichità del magnifico palazzo di "Manimukunda Sen", un antico sovrano Palpali, che contiene 6 grandi stanze parte della residenza reale.
La grandiosità pittoresca di Butwal, Siddharthanagar, e altri villaggi vicini del distretto di Rupandehi possono essere ammirati qui e notiamo il loro fascino anche di notte.
Il governo Nepalese tramite il suo dipartimento archeologico provò una ristrutturazione nel 1991.
Oggi il comune di Butwal ha creato un gabbinetto per la conservazione del Parco Manimukunda Sen che conduce un programma di sviluppo del Phulbari e sta tentando di costruire una stazione turistica.

## Jitgadhi
Jitgadhi significa fortezza della vittoria fu qui che le truppe nepalesi sconfissero l'esercito dell'Est-India comandato dal generale Woods.
Fu fortezza durante la guerra Anglo-Nepalese (prima tempio Narayan costruito attorno nel 1864 a.C.).
Famosi centri di attrazione a Butwal sono il tempio Hanuman, il tempio Shivalaya di Hanumagngadhi, il tempio Jalabinayak Mehadev, il tempio Siddababa, e il tempio Nuwakot.
Dicevano che i nepalesi li colpirono due volte, credevano che usassero delle gallerie che passavano dal Jitgadhi al forte Nuwakot.
Si crede che il nome Butwal se lo sia procurato durante la Guerra Anglo-nepalese. Quando il contingente Est-indiano venne a Butwal, loro si ritirarono in questa area arrampicandosi sulle rocce. L'ufficiale in comando disse alle sue truppe: "Non è niente se non muro" ("but a wall").

## Il tempio di Siddhababa
Il tempio di Siddhababa si trova a 3 chilometri a Nord di Butwal sulla strada che va da Pokhara nel distretto di Palpa. Considerato il più sacro tra i templi nelle vicinanze di Butwal e Palpa. È vicino al "Kuire Bhir" che significa “picco nebbioso”. Il dio Shiva è adorato in questo tempio. Non si conosce chi fosse Siddhababa, ci è dato sapere solamente che era un seguace del dio Shiva e aveva raggiunto "Siddhi".
La leggenda dice che il tempio era a poche centinaia di metri da dove è ora, quando decisero di costruire la superstrada che collegava Sunauli e Pokhara, gli ingegneri decisero di far passare la superstrada attraverso il Kuire Bhir, che era considerato sacro. Inoltre si racconta di un eremita che aveva sfidato gli ingegneri sostenendo che non sarebbero stati in grado di costruire la superstrada in un terreno sacro. Infatti non vi riuscirono fino a che non spostarono il tempio di Siddhababa da vicino alla grande cascata fino a dove è ora. Dopo di che ogni giorno la superstrada si allungava di un chilometro attraverso il passaggio di Kuire Bhir. Si suppone sia la più pericolosa in tutto il Nepal per il numero elevato di morti che ogni anno causa, principalmente per i massi che cadono dal Kuire Bhir. Alcuni anni fa, una grande frana cadde su un pullman pieno di passeggeri e li uccise tutti. Molti passeggeri, da quella volta, pregano Siddhababa mentre attraversano il passaggio di Kuire Bhir.

## Sainamaina
Si trova a circa 12 chilometri a Ovest di Butwal e a Nord di Banakatti. Sainamaina è come un museo all'aperto, molto famoso per il suo fascino storico, archeologico e per i punti panoramici che permette di esplorare. Tra i diversi villaggi Gramas del re Shakya c'era in posizione anche samgrama. Una regina indiana (Begam), durante la rivoluzione dei soldati, venne in questa zona con i suoi soldati e i fattorini (Sena e Mena) e alla fine a questa zona rimase il nome di Saina Maina. È un fantastico tesoro di antiche rovine e statue di santi danzanti, rovine di palazzi etc. la statua di Buddha (Jogidanda) era molto significativa. Oggetti di arte classica sono qua e là con diversi valori. Alcuni di questi siti archeologici sono occupati da persone senza dimora e senza terra. Alcune antichità possono essere viste anche nel vicino museo Lumbini.

## Hill Park
Hill Park è un parco posizionato ad est del centro di Butwal. Il parco approssimativamente è un chilometro quadrato e si compone di due colline, Gurung Dada e Anup. I buddisti vengono seppelliti nella Gurung Dada.  Dalla Anup c'è una vista sull'intera città di Butwal.

## La grotta di Ramesh
La grotta di Ramesh si trova nella parte occidentale di Butwal. Il suo nome per gli esploratori che lo scoprirono già sul finire del XII sec. e c'erano piccole sculture di Ramesh dentro. 
La grotta e circa 500 metri e 20 profonda ed è famosa per la sua bellezza.